# Piz Val Gronda (massif de Samnaun)
Pour les articles homonymes, voir Piz Val Gronda.
Le Piz Val Gronda est une montagne qui s’élève à 2 811 ou 2 812 m d’altitude dans le massif de Samnaun, à la frontière entre l'Autriche et la Suisse, à cheval entre le Tyrol et le canton des Grisons.